# Attaque de Tilwa (2010)
Guerre du Sahel
Batailles
- Tlemss
- 1re Tilwa
- Tabankort
- Ouraren
- Adrar Bouss
- Agadez et Arlit
- Tchibarakaten
- Mangaïzé
- Tazalit
- 1re Bani Bangou
- 2e Tilwa
- Wanzarbé
- Abala
- Midal
- 1re Tongo Tongo
- 1re Ayorou
- 2e Tongo-Tongo
- Baley Beri
- 1re Inates
- 2e Inates
- Sanam
- Chinégodar
- 2e Ayorou
- 2e Bani Bangou
- Taroun
- Torodi
- Adabda
- Intagamey
- Koutougou
- Tabatol
- Takanamat
- Teguey
- Chatoumane

L'attaque de Tilwa a lieu le 8 mars 2010 pendant la guerre du Sahel.

## Déroulement
Le 8 mars 2010, le poste militaire de Tilwa, de l'armée nigérienne est attaqué par Al-Qaïda au Maghreb islamique. L'attaque commence par un attentat-suicide lorsqu'un kamikaze fait exploser un camion contenant 600 kilos d'explosifs devant la caserne. Les affrontements commencent à 6 heures du matin et se poursuivent jusqu'à 8 heures. Les assaillants repartent en direction du Mali en emportant un véhicule de l'armée, un autre sera détruit,,.

## Les pertes
Quelques heures après l'attaque, une source sécuritaire anonyme donne à l'AFP un bilan d'au moins 5 morts et 20 blessés chez les soldats nigériens, il s'agit alors de l'attaque la plus meurtrière commise jusque-là par AQMI contre l'armée nigérienne,. Le 9 mars, le porte-parole du gouvernement Laouali Dandah déclare dans un communiqué lu à la radio : « Le bilan provisoire de l'attaque contre le poste militaire à Tilwa s'établit comme suit : cinq morts côté forces armées nigériennes et trois morts côté des assaillants ». Le porte-parole dénonce également l'existence de complicités locales,

## Revendication
Quatre jours plus tard, l'attaque est revendiquée par Al-Qaïda au Maghreb islamique qui déclare : « Bien que notre offensive vise l’alliance des Croisés et ses intérêts dans la région et que nous ne souhaitions pas éveiller l’hostilité de l’armée du Niger, nous ne pouvons rester les bras croisés devant les attaques perpétrées contre les moujahidines sous couvert de la +guerre contre le terrorisme+ ». Selon les jihadistes « pas moins de 25 soldats » ont été tués et trois véhicules détruits,.